# Скраплення природних газів
Скраплення природних газів — переведення природного газу в рідкий стан при температурах, що менші за критичні. Здійснюється для резервування природного газу з метою наступного його використання в період пікового газоспоживання, для транспортування газу (автошляховим, залізничним, річковим та морським транспортом). С.п.г. використовують як паливо альтернативне для двигунів автомобілів тощо, а також пересувних електростанцій, в промисловості — для термічної обробки металів, ведення технологічних процесів тощо.
При тиску 1 атм температура переходу в рідкий стан:
- метан: −163 °C
- етан: −88 °C
- пропан: −42 °C
- бутану: −0,5 °C

## Сировинна база
Основною сировиною для одержання зріджених вуглеводних газів є штучні і природні нафтові гази:
- попутний нафтовий газ на газобензинових заводах;
- газ термічної і термокаталітичної переробки нафти і нафтопродуктів на установках термічного і каталітичного крекінгу, піролізу і коксування, алкілювання й інших процесів;
- штучні гази на заводах синтетичного моторного палива (заводи деструктивно-гідрогенізаційної переробки вугілля і важких нафтопродуктів, синтезу моторного палива з оксиду вуглецю і водню й ін.);
- природні гази, які містять, крім метану, певну кількість більш важких вуглеводнів. У природних газах вміст більш важких вуглеводнів (пропану і бутану) невеликий, тому зріджений газ одержують із них дуже рідко;
- газоконденсатні родовища промислового значення.

Найбільшу цінність для одержання рідких вуглеводневих газів мають попутні нафтові гази. Нафта на виході сепараторів, в залежності від режиму сепарації, також містить значну кількість розчинених у ній важких вуглеводневих газів. Гази, які виділяються з нафти після сепараторів, містять близько 30 % пропану, 30—35 % бутану і близько 30 % газового бензину. Ці отримані в результаті стабілізації нафти гази є цінними для виробництва зріджених газів, які, як правило, вилучаються на газобензинових заводах.

## Технологія скраплення природного газу
Технологічні схеми устаткування С.п.г. розрізняються за вибраним холодильним циклом, який вибирається г.ч. в залежності від того, з якою метою проводиться С.п.г., а також від тиску та складу природного газу, що надходить в устаткування. На останній впливає спосіб та тривалість періоду розробки родовища, пора року тощо. Різноманітність цих факторів не дає змоги скласти універсальних термодинамічних діаграм для природного газу. Перед надходженням в устаткування С.п.г. горючі гази очищаються від кислих газів (Н2S, CO2) та осушуються (перспективне в цих випадках застосування сит молекулярних). Крім того, в початковій стадії процесу С.п.г. із газу виділяються висококиплячі парафінові, нафтенові та ароматичні вуглеводні, оскільки наявність їх навіть в малих кількостях може призвести в процесі скраплення до утворення твердої фази і закупорювання апаратури та арматури устаткування (важкі вуглеводні парафінового ряду розчиняються в скрапленому природному газі). При вмісті важких вуглеводнів менше 3—4 % від загального об'єму природного газу розрахунки холодильних циклів проводяться як для чистого метану (у випадку низьких температур і високих тисків при наявності в газі важких вуглеводнів, азоту, гелію та інших, їх поведінка значно відхиляється від поведінки ідеальних розчинів). Чим більше важких вуглеводнів містить природний газ, тим вища температура його скраплення і менші енергетичні витрати. Азот, що присутній у природному газі, збільшує випаровуваність С.п.г., знижує холодопродуктивність циклу С.п.г. та, отже, збільшує енергетичні витрати.
Промислові методи С.п.г. основані на випаровуванні рідини, використанні ефекту Джоуля — Томсона, а також процесу адіабатного розширення газу (в спеціальній машині — детандері). За допомогою холодильного циклу, що оснований на випаровуванні однієї рідини, одержують температури не нижче 200 К. Однак, використовуючи декілька середовищ (холодильних агентів) так, щоб середовище з нижчою точкою кипіння конденсувалось під тиском завдяки дії випаровуючого іншого, більш висококиплячого середовища, досягають температур конденсації природного газу — так званий каскадний метод С.п.г. з використанням проміжних холодильних агентів (найбільш поширений). У першому циклі (температура на вході 293 К, на виході 230 К) холодильним агентом служить в основному пропан (рідше аміак), в другому (температура на вході 230 К, на виході 173 К) — етилен, що конденсується під тиском в пропановому (аміачному) випаровувачі. Під впливом випаровуючого етилену проходить С.п.г., далі скраплений газ подається з газопроводу, а відтак, транспортується споживачеві або надходить у сховище С.п.г. Розроблено також однопотоковий каскадний цикл, де як холодильний агент використовується багатокомпонентна суміш вуглеводнів з азотом (шляхом дозування в природний газ етану, етилену, пропану, бутану та азоту), а у випадку, коли необхідно одержати температури до 117 К, — чистий метан або суміш, що має високу (понад 96 %) концентрацію метану (тиск у випаровувачі вищий від атмосферного). Розрізняють такі холодильні цикли, що основані на використанні ефекту Джоуля — Томсона: з одноразовим дроселюванням, з одноразовим дроселюванням та попереднім охолодженням спеціальним потоком зі стороннім холодоагентом (азот, аргон тощо), з подвійним дроселюванням. Цикли, які основані на ізоентропійному розширенні газу з віддачею зовнішньої роботи, звичайно застосовуються в поєднанні з використанням ефекту Джоуля — Томсона.
Для великих установок С.п.г. (продуктивність 1,5—5 млн м3 скрапленого газу на добу) найекономічнішим є однопотоковий каскадний цикл С.п.г. та його модифікації. Однак поряд із відносно малими енерговитратами (0,4 кВт·год на кг скрапленого газу) тут використовується велика кількість однотипного металомісткого обладнання. У випадку, коли тиск природного газу на вході в устаткування С.п.г. на 2,5 МПа (та більше) перевищує робочий тиск устаткування, ефективне використання детандерних циклів С.п.г. При цьому спрощуються теплообмінне обладнання, а також технологія, регулювання роботи та обслуговування устаткування. Витрати на спорудження та експлуатацію устаткування процесу С.п.г. залежать г.ч. від вхідних параметрів природного газу (складу, тиску та температури), місцезнаходження комплексу скраплення та зберігання С.п.г., можливості його транспортування, загальної продуктивності комплексу С.п.г. та одиничної продуктивності устаткування С.п.г., типу та конструкції компресорного обладнання і теплообмінної апаратури, витрат на підготовку газу до скраплення, можливості одержання побічних продуктів. Перспективним є будівництво плавучих установок для виробництва С.п.г., що використовуються при розробці морських газових родовищ у випадку, коли прокладання підводних газопроводів на сушу практично неможливе або економічно не виправдане.
Для зрідження природного газу використовуються такі технології від різних фірм:
- AP-SMR (AP-X, AP-C3MR);
- Optimized Cascade;
- DMR;
- PRICO;
- MFC;
- GTL та ін.

В основі всіх них лежать процеси компримування та/або теплового обміну. Операція зі зрідження відбувається на заводі в кілька етапів, у ході яких газ поступово стискається та охолоджується до температури переходу в рідку фазу.

## Міжнародна торгівля і перспективи
За період 1970—1999 рр. міжнародна торгівля С.п.г. зросла з 2,7 до 124,2 млрд м3. Це збільшило частку С.п.г. у загальному обсязі торгівлі газом із 5,9 % до 25,6 %. Виділяють два ринки споживання С.п.г.: Атлантичний — країни Америки, Європи та Близького Сходу; Східноазійський — країни Азійсько-Тихоокеанського регіону. Близько 75 % С.п.г. споживається Східно-Азійським ринком, що обумовлено його географічним розташуванням, віддаленістю від світових запасів газу і обмеженістю власних ресурсів, розмежованістю споживачів (країн) та інш.
У середньому у світі в 1999—2000 рр. за рахунок С.п.г. було забезпечено понад 5 % світового споживання природного газу.
За оцінками експертів виробництво скрапленого газу (СГ) — один із найшвидше зростаючих секторів ринку енергоресурсів. Станом на 2007 рік обсяг продажів зрідженого газу становив близько 27 % від світових експортних продажів. Згідно з прогнозами до 2010 року в США на частку СГ буде припадати основне зростання імпорту природного газу. Своєю чергою, багато європейських країн розглядають можливість інвестицій в інфраструктуру імпорту СГ, зокрема в потужності з транспортування зрідженого газу. До 2010 року його поставки збільшаться майже вдвічі і складуть близько 40 % світової торгівлі природним газом. Перспективи світового попиту на С.п.г. на період до 2010 р. (у млрд м3):
- Атлантичний ринок — 69: Країни Європи — 48; Країни Америки — 16; Країни Близького Сходу — 5.
- Азійсько-тихоокеанський ринок — 160—170: Індія — 16; Китай — 10; Південна Корея — 30—40; Тайвань — 17; Японія — 87.

Ведуться консультації зі створення організації країн-експортерів зрідженого газу (на кшталт ОПЕК — організації країн-експортерів нафти).
У першому десятилітті XXI ст. світовий ринок зрідженого газу контролюють Катар, ОАЕ, Алжир, Малайзія та Індонезія. Зростають поставки СГ з Ірану, Нігерії та Австралії. Добрі перспективи для експорту зрідженого природного газу має Росія. Імпортерами СГ в основному східноазійські: Японія, Корея, Тайвань (разом — близько 60 %). Крім того — США (8 %), Індія, Туреччина, країни Європи (близько 25 %). Одним із ключових факторів у ланцюгу виробництва і використання зрідженого природного газу є його транспортування, тому розвиток технологій транспортування СГ суттєвим чином визначить перспективи всього напрямку зрідження паливних газів в недалекому майбутньому.
На початку XXI ст. споруджуються додаткові потужності для отримання 40 млрд м3 С.п.г., в стадії проєктування — потужності на 40—116 млрд м3. Потенційними постачальниками С.п.г. можуть бути Росія, Канада, Норвегія, Венесуела. Потенційними споживачами С.п.г. є Україна, Молдова, Болгарія, Туреччина.
Таблиця 1. Найбільші споживачі та експортери скрапленого природного газу на 2000 р. (в млрд м3).
| Країни-споживачі | Обсяг споживання С.п.г. | Країни-експортери | Обсяг експорту С.п.г. |
| Японія           | 69,3                    | Індонезія         | 38,8                  |
| Південна Корея   | 17,5                    | Алжир             | 25,8                  |
| Франція          | 10,3                    | Малайзія          | 20,6                  |
| Іспанія          | 7,2                     | Австралія         | 10,1                  |
| Тайвань          | 5,3                     | Бруней            | 8,4                   |
| США              | 4,6                     | Катар             | 8,1                   |
| Бельгія          | 4,0                     | ОАЕ               | 7,1                   |

Таблиця 2. Запаси природного газу та прогноз виробництва скрапленого природного газу (до 2010 р.) у країнах-експортерах.
| Країни-експортери с.п.г. | Запаси газу, трлн м3 | Прогноз виробництва С.п.г., млрд. м3 |
| Катар                    | 8,49                 | 22,0                                 |
| ОАЕ                      | 6,00                 | Нарощує потенціал                    |
| Алжир                    | 4,52                 | 31,6                                 |
| Нігерія                  | 3,51                 | 13,8                                 |
| Малайзія                 | 2,31                 | 30,4                                 |
| Індонезія                | 2,05                 | Немає даних                          |
| Лівія                    | 1,31                 | 2,6                                  |
| Австралія                | 1,26                 | Нарощує потенціал                    |
| Бруней                   | 0,39                 | Немає даних                          |